# West-Vlaanderen

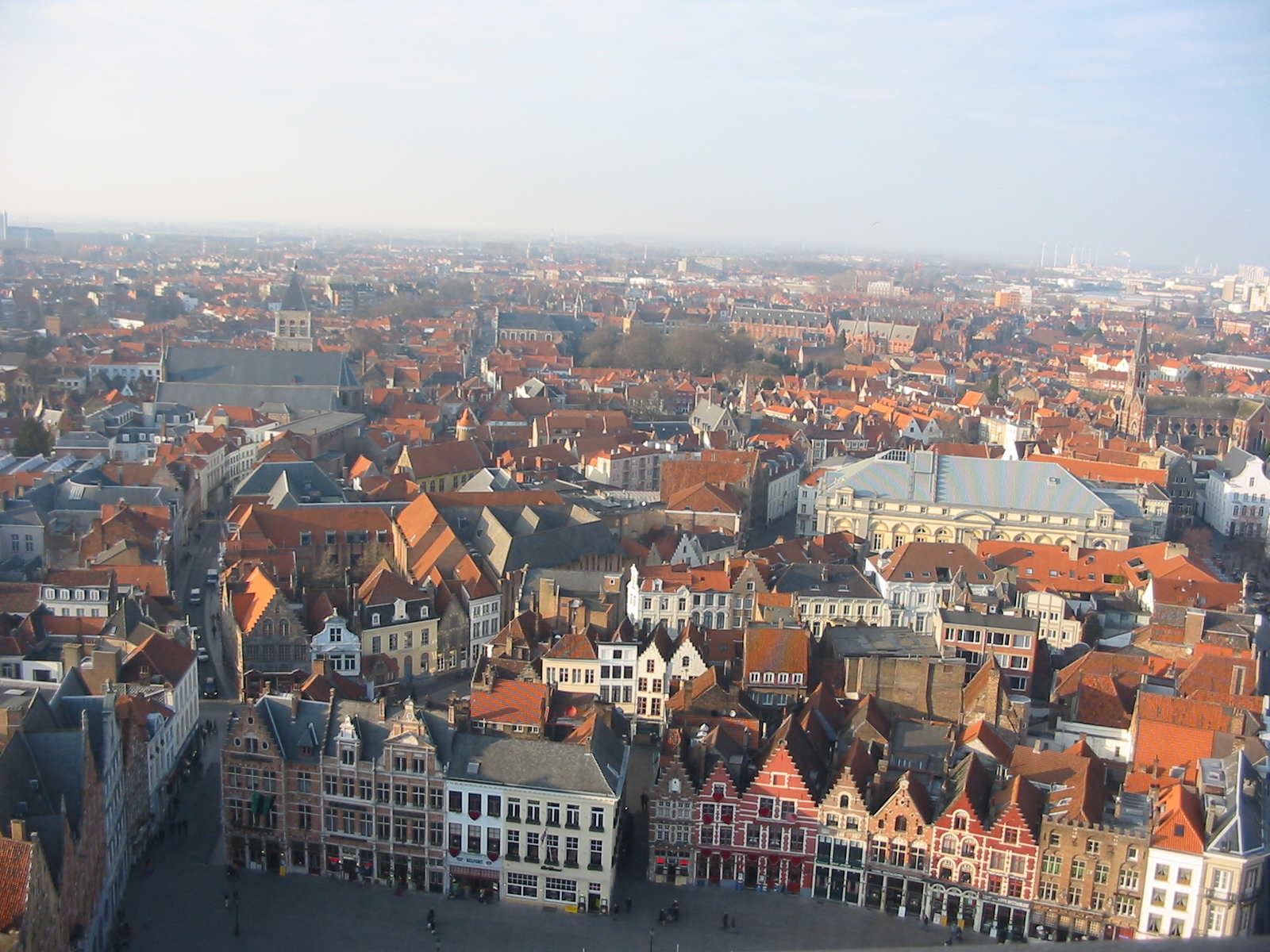
Noordwestelijk gezicht op Brugge vanuit het Belfort.

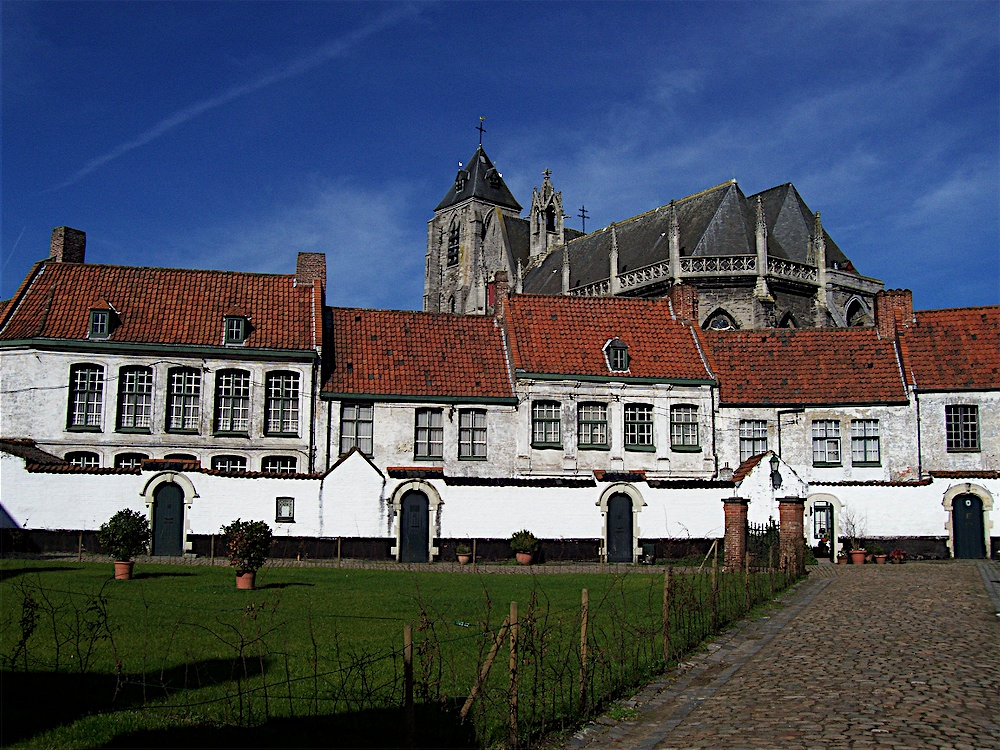
Het Begijnhof en de Onze-Lieve-Vrouwekerk te Kortrijk

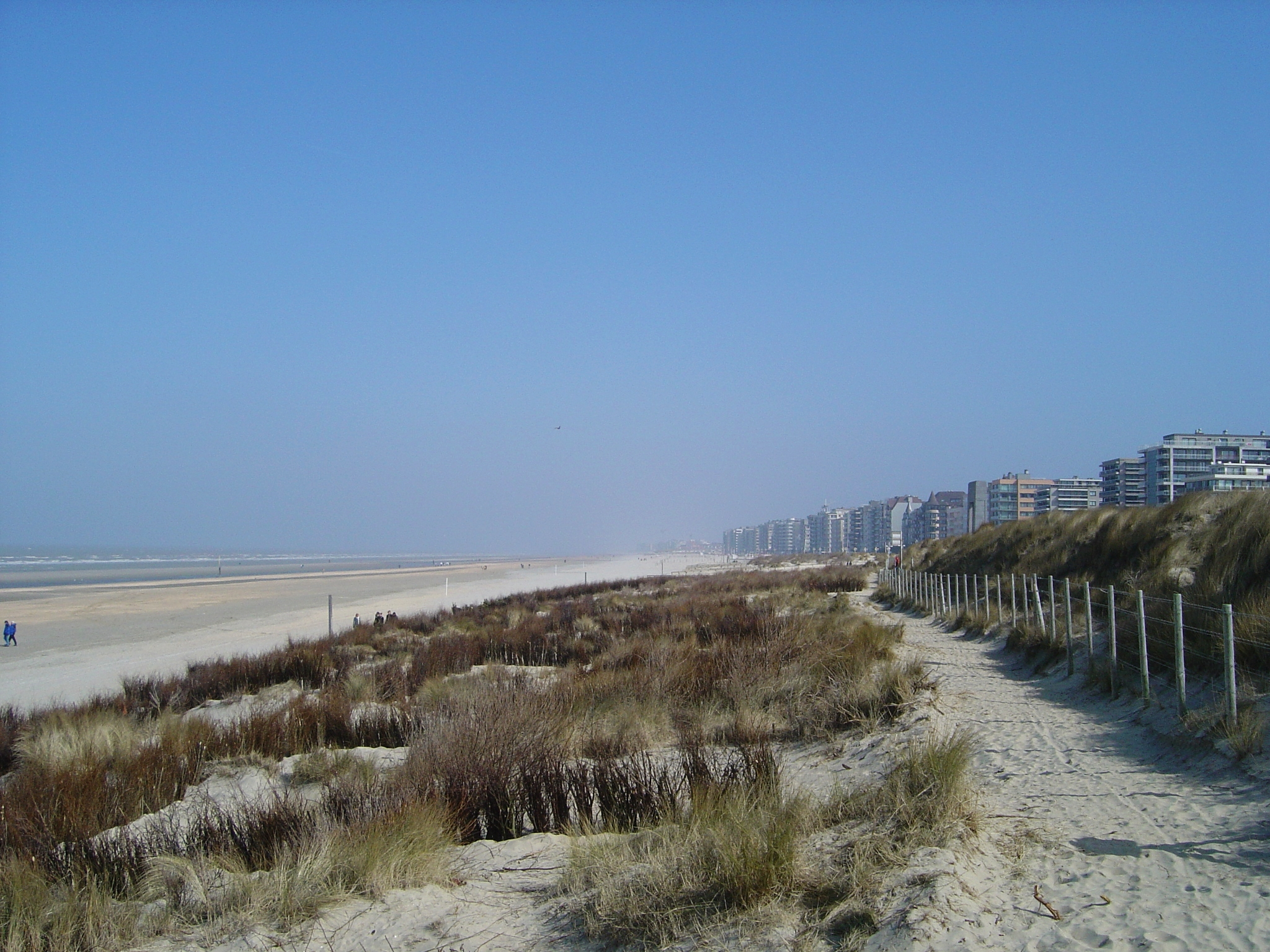
De Belgische kust nabij De Panne

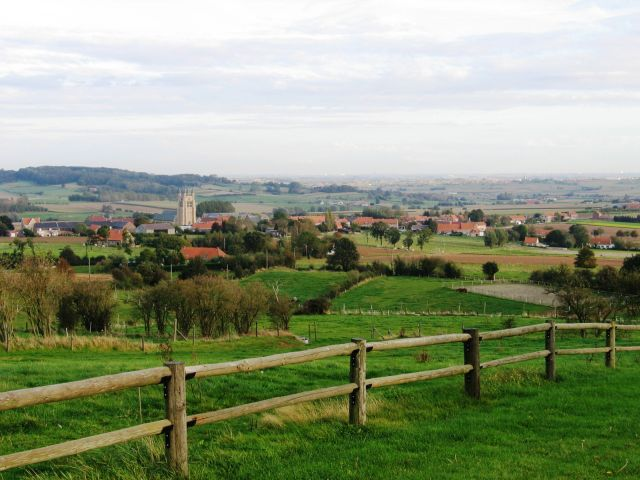
Het West-Vlaams Heuvelland

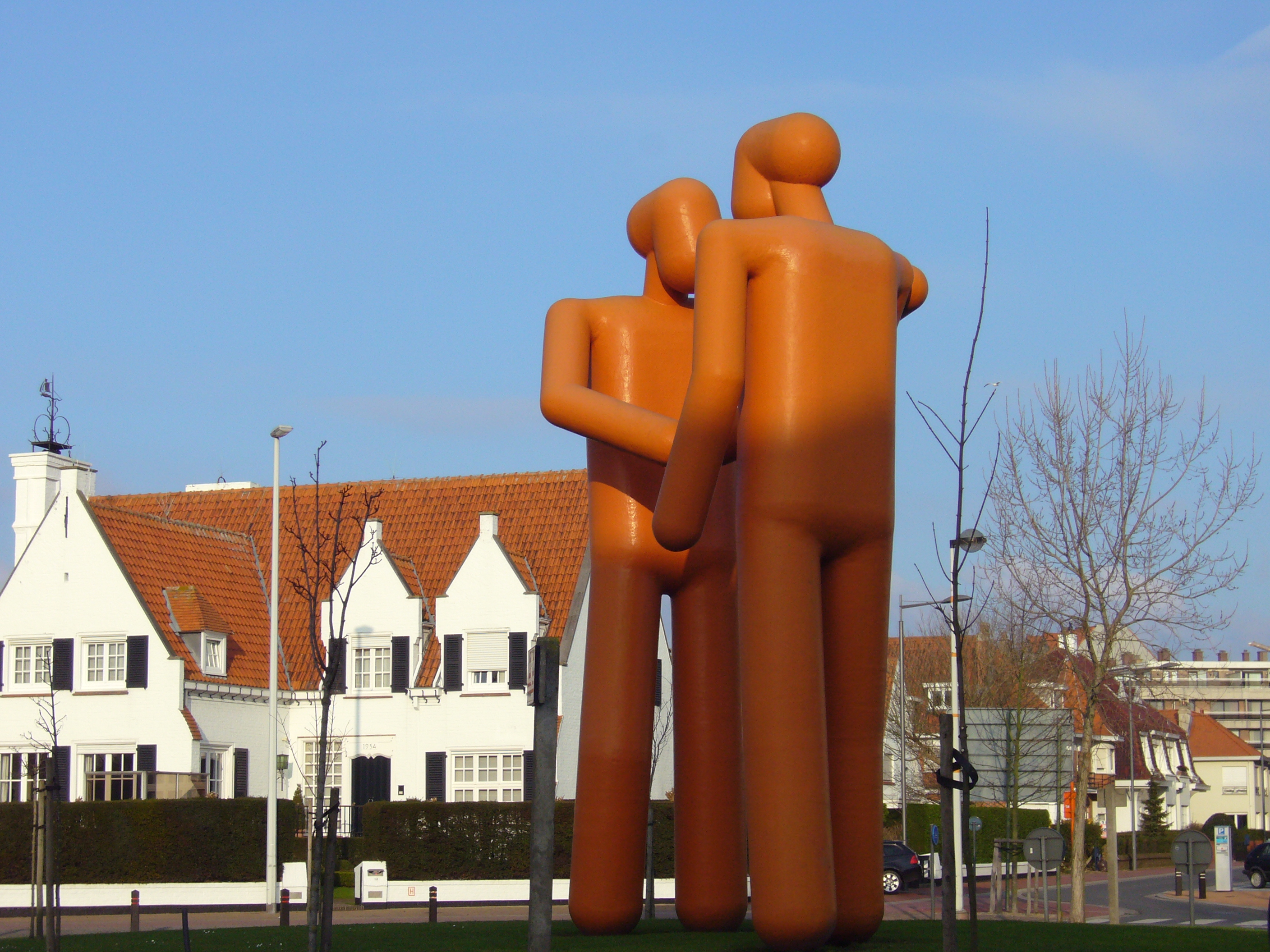
Twee Groetende AVL-Mannen van Joep van Lieshout te Knokke

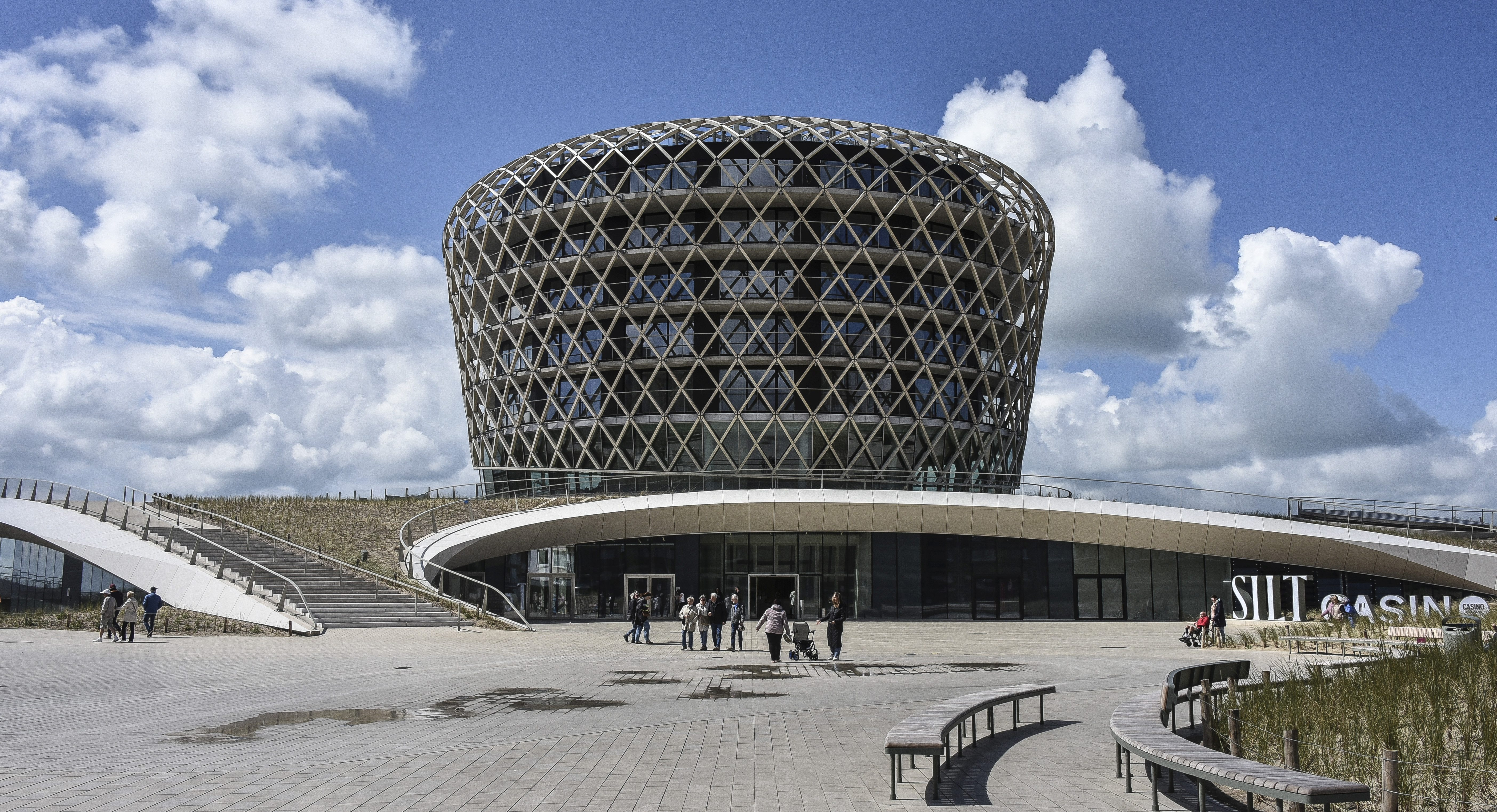
Het casino van Middelkerke

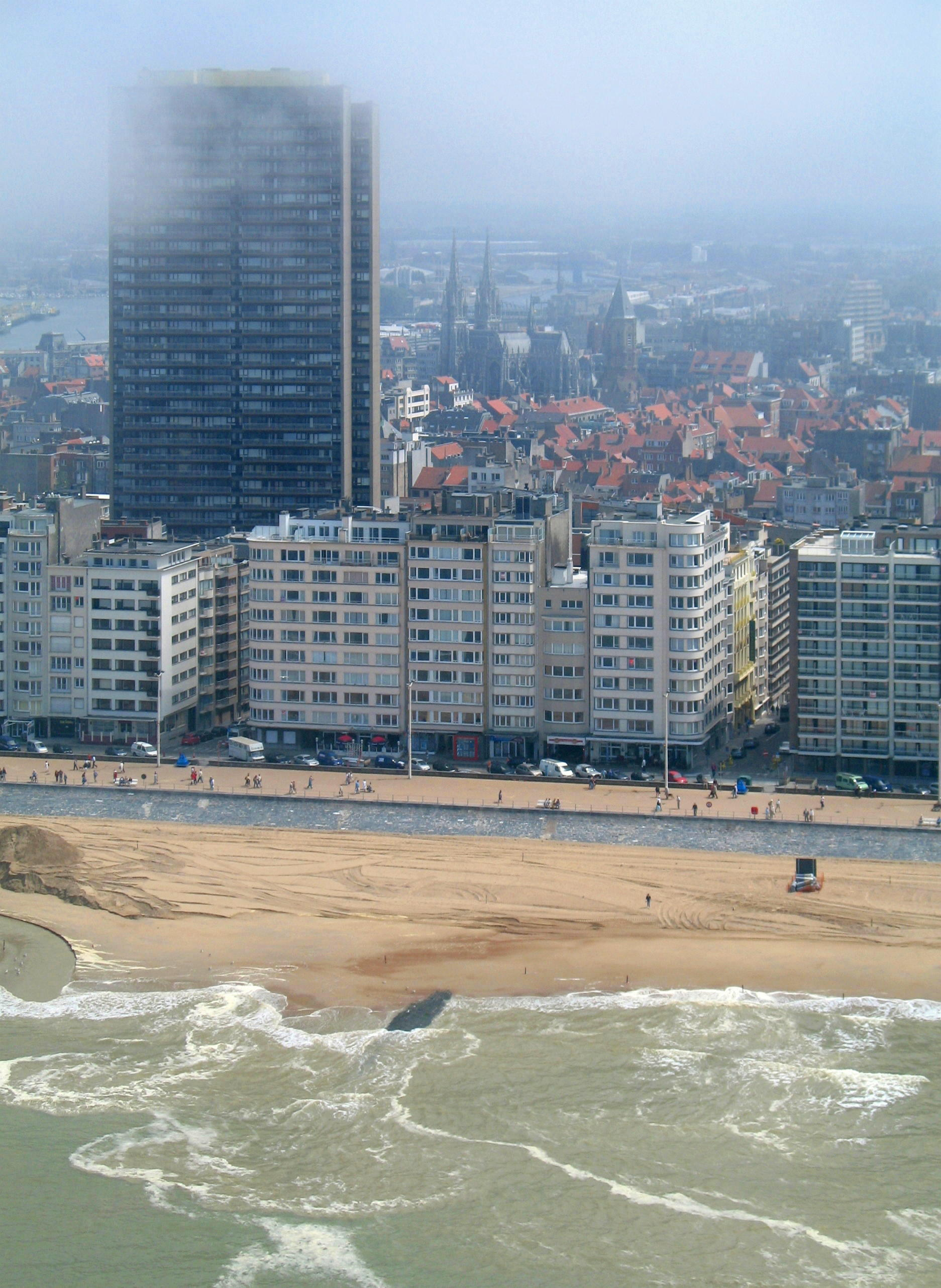
Gezicht op het Europacentrum te Oostende

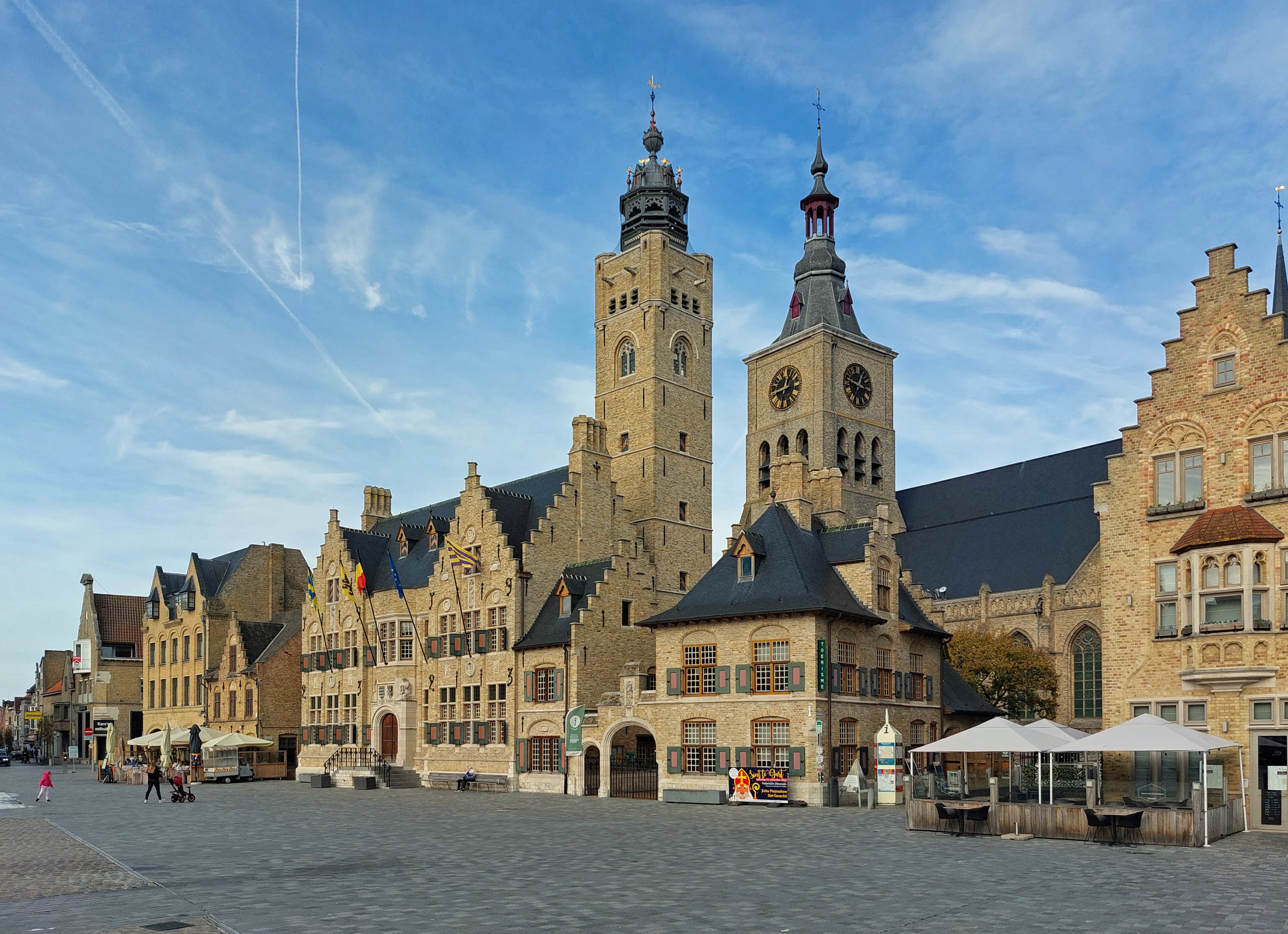
Het stadhuis met belfort en Sint-Niklaaskerk te Diksmuide

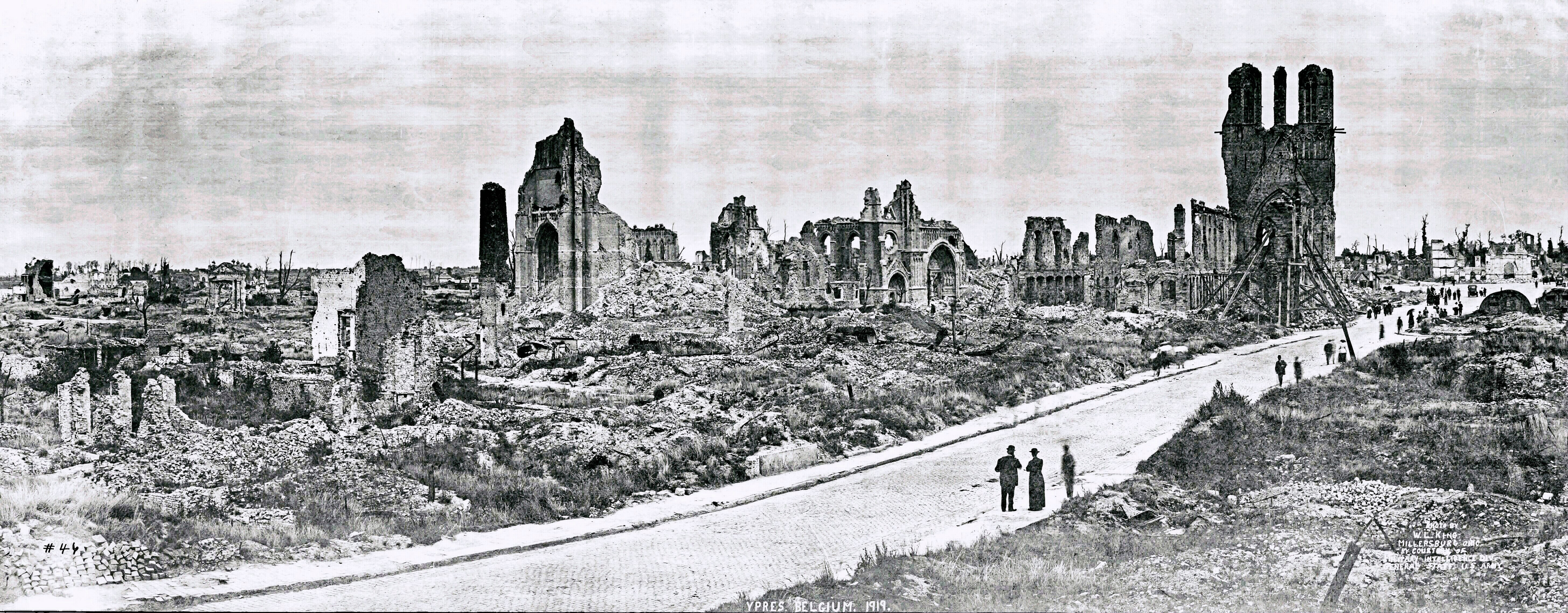
Ieper na de Eerste Wereldoorlog in 1919

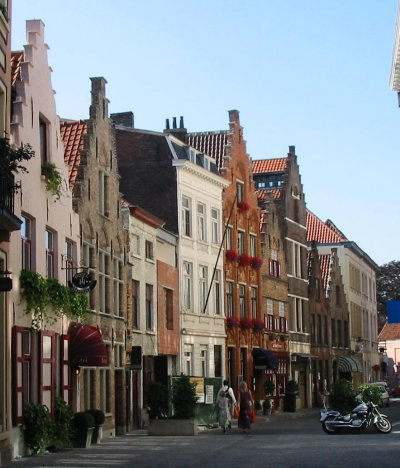
Trapgevels in de Dweersstraat te Brugge

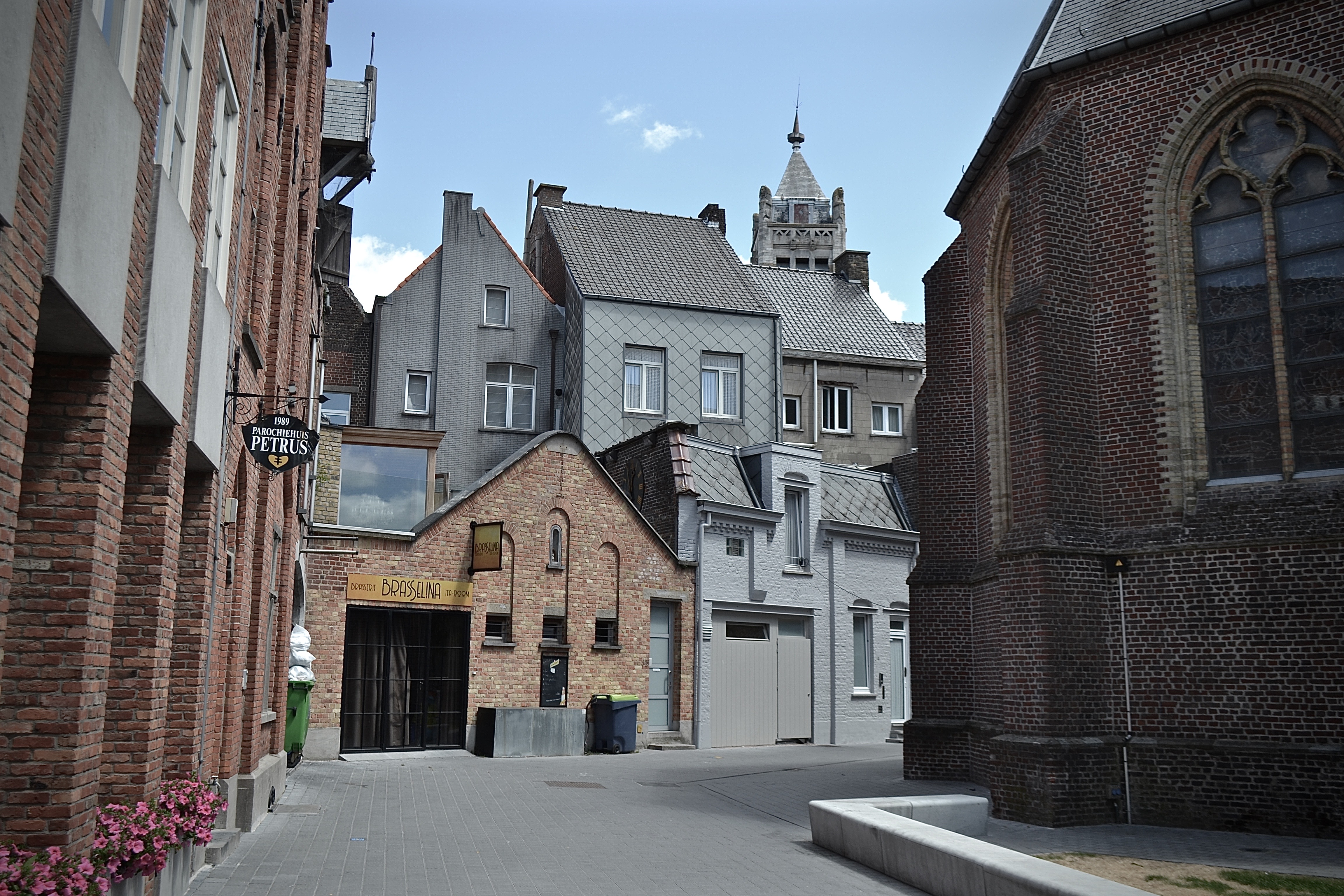
Marie-Louise de Meesterplein met achtergevels van de Grote Markt in Roeselare

West-Vlaanderen (Frans: Flandre-Occidentale) is een van de tien provincies van België en tegelijk een van de vijf provincies van het Vlaams Gewest. Het is de meest westelijk gelegen provincie van Vlaanderen en België en is de enige Belgische provincie die aan de Noordzee ligt. De provincie heeft een oppervlakte van 3.196,59 km² en telt ruim 1,2 miljoen inwoners. De hoofdstad van West-Vlaanderen is Brugge. Andere grote steden zijn Kortrijk, Oostende en Roeselare.

## Toponymie
Het toponiem West-Vlaanderen bestaat uit twee delen, namelijk west en Vlaanderen.
- West verwijst naar de westelijke ligging ten overstaan van Oost-Vlaanderen.
- Vlaanderen verwijst naar het historische graafschap Vlaanderen. De naam Vlaanderen dook voor het eerst op in 358, toen de Franken Vlaanderengouw of pagus Flandrensis van de Romeinen onder het beheer kregen.

Een pagus is een gouw. Het was een soort (klein) graafschap, iets kleiner dan een arrondissement, maar groter dan een kanton. De Latijnse toenaam Flandrensis verwijst naar het kenmerkende schorre en slib van de streek. Pagus Flandrensis was een kustgebied met grote getijdengeulen en groene schorren waarin schapenboeren leefden, al dan niet op terpen. Het gebied strekte zich uit rond Brugge tussen IJzer en Zwin en ontwikkelde zich in de volgende eeuwen tot het belangrijke Graafschap Vlaanderen.

## Geschiedenis
Onder de Franse bezetting werd het graafschap Vlaanderen opgeheven en werden uit het gebied in 1795 twee Franse departementen gevormd. Het westelijke deel van Vlaanderen werd het Leiedepartement (département de la Lys). Na de geallieerde bevrijding van 1815 werd dit departement de Nederlandse provincie West-Vlaanderen en vervolgens in 1830 na de Belgische afscheiding de Belgische provincie met deze naam. Na de vastlegging van de taalgrens in 1962 verloor de provincie de huidige Henegouwse gemeenten Komen en Moeskroen.

## Geografie
West-Vlaanderen is de enige Belgische provincie die aan de kust gelegen is. Het westelijke en noordelijke deel van de provincie bestaan hoofdzakelijk uit de vlakke Polders, in het westen doorsneden door de rivier de IJzer, die in Nieuwpoort in de Noordzee uitmondt. Het binnenland is minder vlak, en in het zuiden bevindt zich het West-Vlaams Heuvelland, met als hoogste top de Kemmelberg (154 m - TAW). Het zuidoosten van de provincie wordt doorsneden door de rivier de Leie, die verder naar Oost-Vlaanderen stroomt. In het uiterste zuidoosten wordt de provinciegrens door de Schelde gevormd.
- Hoogste punt: Kemmelberg (154 m - TAW)
- Belangrijkste waterlopen: IJzer, Leie, Mandel

West-Vlaanderen is de enige Vlaamse provincie die aan twee buurlanden grenst, zowel aan Frankrijk als aan Nederland.
Qua oppervlakte is de provincie de grootste in het Vlaams Gewest en de op vier na grootste in België.
Stedelijke gebieden beslaan 22,8% van de kadastrale oppervlakte, land- en tuinbouwgebied zo'n 68%. Dit laatste zorgt voor een relatief open en landelijk karakter, voornamelijk in de Westhoek. De provincie wordt niet gedomineerd door één grote stad, maar kent een stedenpatroon dat relatief evenwichtig over de vier regionale steden Brugge, Kortrijk, Oostende en Roeselare is verspreid, met de kleinere steden, zoals Ieper, Waregem, Tielt, Torhout, Izegem, Poperinge, Diksmuide en Veurne, ertussenin. Vooral Brugge in het noorden en Kortrijk in het zuiden gelden als belangrijkste aantrekkingspolen. Het zuiden van de provincie staat onder toenemende invloed van de metropool Rijsel, maar de staatsgrens en het taalverschil remmen deze vooralsnog wat af.

### Administratieve indeling

#### Arrondissementen

##### Administratieve arrondissementen

Brugge
Diksmuide
Oostende
Roeselare
Tielt
Kortrijk
Ieper
Veurne

##### Bevolking per arrondissement
| Arrondissement            | Inwoners (1/1/2025) | Opp. km² | Inw./km² |
| ------------------------- | ------------------- | -------- | -------- |
| Brugge                    | 287.473             | 673,25   | 426,99   |
| Diksmuide                 | 52.728              | 365,03   | 144,5    |
| Ieper                     | 108.402             | 553,72   | 195,8    |
| Kortrijk                  | 304.450             | 406,14   | 749,6    |
| Oostende                  | 160.633             | 304,60   | 527,4    |
| Roeselare                 | 160.636             | 273,82   | 586,65   |
| Tielt                     | 96.116              | 331,84   | 289,7    |
| Veurne                    | 61.587              | 288,19   | 212,2    |
| Provincie West-Vlaanderen | 1.231.585           | 3.196,6  | 385,3    |

##### Gerechtelijke arrondissementen

West-Vlaanderen

Met ingang vanaf 1 april 2014 valt de provinciegrens van West-Vlaanderen samen met de grens van het nieuwe gerechtelijk arrondissement West-Vlaanderen. De vier voormalige gerechtelijke arrondissementen van West-Vlaanderen (Brugge, Kortrijk, Ieper en Veurne) zullen blijven verder bestaan in de vorm van gerechtelijke arrondissementsafdelingen.

#### Kantons
| - Brugge* - Torhout* - Ieper* - Mesen - Poperinge* - Vleteren - Wervik* - Zonnebeke - Avelgem | - Harelbeke* - Kortrijk* - Menen* - Gistel - Oostende* - Diksmuide* - Nieuwpoort* - Veurne* | - Hooglede - Izegem* - Roeselare* - Lichtervelde - Meulebeke - Oostrozebeke - Ruiselede - Tielt* |

 (*) Deze kantons zijn zetel van een gerechtelijk kanton.

#### Gemeenten
Gemeenten met een stadstitel hebben "(stad)" achter de naam
| 1. Alveringem 2. Anzegem 3. Ardooie 4. Avelgem 5. Beernem 6. Blankenberge (stad) 7. Bredene 8. Brugge (stad) 9. Damme (stad) 10. De Haan 11. De Panne 12. Deerlijk 13. Dentergem 14. Diksmuide (stad) 15. Gistel (stad) 16. Harelbeke (stad) 17. Heuvelland 18. Hooglede 19. Houthulst 20. Ichtegem 21. Ieper (stad) 22. Ingelmunster 23. Izegem (stad) 24. Jabbeke 25. Knokke-Heist 26. Koekelare 27. Koksijde 28. Kortemark 29. Kortrijk (stad) 30. Kuurne 31. Langemark-Poelkapelle 32. Ledegem | 33. Lendelede 34. Lichtervelde 35. Lo-Reninge (stad) 36. Menen (stad) 37. Mesen (stad) 38. Meulebeke 39. Middelkerke 40. Moorslede 41. Nieuwpoort (stad) 42. Oostende (stad) 43. Oostkamp 44. Oostrozebeke 45. Oudenburg (stad) 46. Pittem 47. Poperinge (stad) 48. Roeselare (stad) 49. Ruiselede 50. Spiere-Helkijn 51. Staden 52. Tielt (stad) 53. Torhout (stad) 54. Veurne (stad) 55. Vleteren 56. Waregem (stad) 57. Wervik (stad) 58. Wevelgem 59. Wielsbeke 60. Wingene 61. Zedelgem 62. Zonnebeke 63. Zuienkerke 64. Zwevegem |  |

### Aangrenzende provincies
| Aangrenzende provincies | Aangrenzende provincies | Aangrenzende provincies | Aangrenzende provincies | Aangrenzende provincies |
| ----------------------- | ----------------------- | ----------------------- | ----------------------- | ----------------------- |
| Noordzee                |                         |                         |                         | Zeeland (NL)            |
|                         |                         |                         |                         |                         |
|                         | Oost-Vlaanderen         |                         |                         |                         |
|                         |                         |                         |                         |                         |
|                         |                         | Nord-Pas-de-Calais (FR) |                         | Henegouwen              |

## Demografie

### Evolutie van het inwonertal
De bevolking van de provincie is sedert de onafhankelijkheid van België bijna verdubbeld, wat duidelijk minder is dan op nationaal vlak. Deze stijging is vrij regelmatig verlopen met als uitzonderingen de periode 1846-1866 met een nulgroei ten gevolge van de hongersnood te wijten aan de Internationale Aardappelcrisis en het decennium van de Eerste Wereldoorlog, toen de bevolking op korte termijn met ongeveer 70.000 was teruggelopen om in het volgende decennium al terug het vooroorlogse peil te overtreffen. Vanaf 1960 is de groei minder sterk, zoals ook in de rest van het land het geval is. De kleine terugval tussen 1960 en 1970 is het gevolg van het verlies van de gemeenten Moeskroen en Komen-Waasten aan de provincie Henegouwen naar aanleiding van het vastleggen van de taalgrens in 1963.

#### Op basis van de historische samenstelling van de provincie (inclusief Komen en Moeskroen tot 1963)
Inwoneraantal x 1000
- Bron:NIS - Opm:1806 t/m 1980=volkstellingen; vanaf 1990= inwoneraantal op 1 januari

#### Op basis van de huidige samenstelling van de provincie (exclusief Komen Moeskroen)
Inwoneraantal x 1000
- Bron:NIS - Opm:1831 t/m 1981=volkstellingen; vanaf 1990= inwoneraantal op 1 januari

| Inwoners van jaar tot jaar op 1 januari - 1992 tot heden | Inwoners van jaar tot jaar op 1 januari - 1992 tot heden | Inwoners van jaar tot jaar op 1 januari - 1992 tot heden |
| Jaar                                                     | Aantal                                                   | Index (1992=100)                                         |
| -------------------------------------------------------- | -------------------------------------------------------- | -------------------------------------------------------- |
| 1992                                                     | 1.111.557                                                | 100,0                                                    |
| 1993                                                     | 1.116.244                                                | 100,4                                                    |
| 1994                                                     | 1.119.085                                                | 100,7                                                    |
| 1995                                                     | 1.121.134                                                | 100,9                                                    |
| 1996                                                     | 1.122.849                                                | 101,0                                                    |
| 1997                                                     | 1.123.786                                                | 101,1                                                    |
| 1998                                                     | 1.125.140                                                | 101,2                                                    |
| 1999                                                     | 1.127.091                                                | 101,4                                                    |
| 2000                                                     | 1.128.774                                                | 101,5                                                    |
| 2001                                                     | 1.130.040                                                | 101,7                                                    |
| 2002                                                     | 1.132.275                                                | 101,9                                                    |
| 2003                                                     | 1.133.931                                                | 102,0                                                    |
| 2004                                                     | 1.135.802                                                | 102,2                                                    |
| 2005                                                     | 1.138.503                                                | 102,4                                                    |
| 2006                                                     | 1.141.866                                                | 102,7                                                    |
| 2007                                                     | 1.145.878                                                | 103,1                                                    |
| 2008                                                     | 1.150.565                                                | 103,5                                                    |
| 2009                                                     | 1.155.290                                                | 103,9                                                    |
| 2010                                                     | 1.159.366                                                | 104,3                                                    |
| 2011                                                     | 1.164.967                                                | 104,8                                                    |
| 2012                                                     | 1.169.990                                                | 105,3                                                    |
| 2013                                                     | 1.173.019                                                | 105,5                                                    |
| 2014                                                     | 1.175.508                                                | 105,8                                                    |
| 2015                                                     | 1.178.996                                                | 106,1                                                    |
| 2016                                                     | 1.181.828                                                | 106,3                                                    |
| 2017                                                     | 1.186.532                                                | 106,7                                                    |
| 2018                                                     | 1.191.796                                                | 107,2                                                    |
| 2019                                                     | 1.195.796                                                | 107,6                                                    |
| 2020                                                     | 1.200.945                                                | 108,0                                                    |
| 2021                                                     | 1.203.312                                                | 108,3                                                    |
| 2022                                                     | 1.209.011                                                | 108,8                                                    |
| 2023                                                     | 1.220.026                                                | 109,8                                                    |
| 2024                                                     | 1.226.375                                                | 110,3                                                    |
| 2025                                                     | 1.231.585                                                | 110,8                                                    |

### Bevolkingsdichtheid
De gemiddelde bevolkingsdichtheid voor de provincie bedraagt 376 inwoners per km², wat ongeveer gelijk is aan het nationaal gemiddelde (369 inw./km²), maar beduidend minder dan het gemiddelde voor Vlaanderen (479 inw./km²). Enkele gemeenten uit de Westhoek behoren met minder dan 100 inw./km² tot de dunstbevolkte van het land. Lo-Reninge met 52 inw./km² is de Vlaamse gemeente met de laagste bevolkingsdichtheid.
De hoogste concentraties zijn te vinden in het economisch sterke zuidoosten van de provincie (regio Kortrijk-Roeselare) en bij de centrumsteden Brugge en Oostende.

### Leeftijdsopbouw

Bevolkingspiramide

De kustgemeenten kenmerken zich door een leeftijdsopbouw die sterk afwijkt van deze in de rest van de provincie en bij uitbreiding het land. Het aandeel 65-plussers bedraagt met uitzondering van Oostende en Bredene in al deze gemeenten ongeveer 35% (Koksijde zelfs 43,6%) waar dit voor de rest van de provincie slechts 22% is, een fenomeen te wijten aan inwijking van gepensioneerden uit de rest van het land die zich hier vestigen. Een direct gevolg hiervan is het hoge sterftecijfer van 13‰ voor deze gemeenten, waar dit voor de rest van de provincie slechts 9,66‰ is. 

## Cultuur

### Taal
De officiële taal is het Nederlands. Tegen de taalgrens liggen echter de faciliteitengemeenten Spiere-Helkijn en Mesen, waar Franstaligen ook in hun eigen taal geholpen kunnen worden.

### Dialect
In de provincie wordt het typische West-Vlaamse dialect algemeen als (gesproken) omgangstaal gebruikt. Het West-Vlaams is de meest gebruikte streektaal van België.

## Religie en levensbeschouwing
De rooms-katholieke parochies in de provincie vallen onder het bisdom Brugge. De patroonheilige van de provincie is Sint-Donaas.

## Mobiliteit

### Openbaar vervoer
Het openbaar vervoer in de provincie West-Vlaanderen is vooral naar en vanuit de steden Brugge en Kortrijk georganiseerd. Zowel het busvervoer in de provincie en de steden als de kusttram worden geëxploiteerd door de Vlaamse Vervoermaatschappij De Lijn. Het spoorwegvervoer wordt daarentegen op federaal niveau door de Nationale Maatschappij der Belgische Spoorwegen georganiseerd.

## Politiek
Het provinciebestuur is gevestigd in de deelgemeente Sint-Andries in de stad Brugge en zetelt in het Provinciehuis Boeverbos. Bij het station van Brugge staat het Jacob van Maerlantgebouw met daarin het Vlaams Administratief Centrum (VAC) van de Vlaamse overheid.

### Structuur
| West-Vlaanderen  | West-Vlaanderen  | Supranationaal         | Nationaal                         | Nationaal                 | Gemeenschap               | Gewest                    | Provincie       | Arrondissement                                                           | Provinciedistrict                                                        | Kanton                                                                   | Gemeente        | District         |
| ---------------- | ---------------- | ---------------------- | --------------------------------- | ------------------------- | ------------------------- | ------------------------- | --------------- | ------------------------------------------------------------------------ | ------------------------------------------------------------------------ | ------------------------------------------------------------------------ | --------------- | ---------------- |
| Administratief   | Niveau           | Europese Unie          | België                            | België                    | Vlaanderen                | Vlaanderen                | West-Vlaanderen | Brugge, Diksmuide, Oostende, Roeselare, Tielt, Kortrijk, Ieper en Veurne | Brugge, Diksmuide, Oostende, Roeselare, Tielt, Kortrijk, Ieper en Veurne | Brugge, Diksmuide, Oostende, Roeselare, Tielt, Kortrijk, Ieper en Veurne | 64              | -                |
| Administratief   | Bestuur          | Europese Commissie     | Belgische regering                | Belgische regering        | Vlaamse regering          | Vlaamse regering          | Deputatie       | Deputatie                                                                | Deputatie                                                                | Deputatie                                                                | Gemeentebestuur | Districtscollege |
| Administratief   | Raad             | Europees Parlement     | Kamer van volksvertegenwoordigers | Vlaams Parlement          | Vlaams Parlement          | Vlaams Parlement          | Provincieraad   | Provincieraad                                                            | Provincieraad                                                            | Provincieraad                                                            | Gemeenteraad    | Districtsraad    |
| Kiesomschrijving | Kiesomschrijving | Nederlands Kiescollege | Kieskring West-Vlaanderen         | Kieskring West-Vlaanderen | Kieskring West-Vlaanderen | Kieskring West-Vlaanderen |                 | Brugge Kortrijk-Ieper Oostende-Veurne-Diksmuide Roeselare-Tielt          | 7                                                                        | 26                                                                       | 64              | -                |
| Verkiezing       | Verkiezing       | Europese               | Federale                          | Federale                  | Vlaamse                   | Vlaamse                   | Provincieraads- | Provincieraads-                                                          | Provincieraads-                                                          | Provincieraads-                                                          | Gemeenteraads-  | Districtsraads-  |

### Gouverneurs
| Nr.     | Gouverneur                                | Ambtstermijn | Ambtstermijn | Partij | Partij                  |
| ------- | ----------------------------------------- | ------------ | ------------ | ------ | ----------------------- |
| 1       | Felix de Mûelenaere (1793-1862)           | 1830         | 1849         |        | Unionisten/ Katholieken |
| 2       | Adolphe de Vrière (1806-1885)             | 1849         | 1857         |        | Liberale Partij         |
| 3       | Benoît Vrambout (1816-1877)               | 1857         | 1877         |        | Liberale Partij         |
| 4       | Léon Ruzette (1836-1901)                  | 1877         | 1878         |        | Katholieke Partij       |
| 5       | Theodore Heyvaert (1834-1907)             | 1878         | 1883         |        | Liberale Partij         |
| 6       | Guillaume de Brouwer (1840-1892)          | 1883         | 1884         |        | Liberale Partij         |
| (4)     | Léon Ruzette (1836-1901)                  | 1884         | 1901         |        | Katholieke Partij       |
| 7       | Charles d'Ursel (1848-1903)               | 1901         | 1903         |        | Katholieke Partij       |
| 8       | Jean-Baptiste de Bethune jr. (1853-1907)  | 1903         | 1907         |        | Katholieke Partij       |
| 9       | Albéric Ruzette (1866-1929)               | 1907         | 1912         |        | Katholieke Partij       |
| 10      | Leon Janssens de Bisthoven (1859-1938)    | 1912         | 1933         |        | Katholieke Unie         |
| 11      | Henri Baels (1878-1951)                   | 1933         | 1944         |        | Katholieke Unie         |
| [ n 1 ] | Michiel Bulckaert (1895-1968)             | 1940         | 1944         |        | VNV                     |
| 12      | Pierre van Outryve d'Ydewalle (1912-1997) | 1944         | 1979         |        | Katholieke Unie/CVP     |
| 13      | Leo Vanackere (1927-1979)                 | 1979         | 1979         |        | CVP                     |
| 14      | Olivier Vanneste (1930-2014)              | 1979         | 1997         |        | CVP                     |
| 15      | Paul Breyne (1947)                        | 1997         | 2012         |        | CVP                     |
| 16      | Carl Decaluwe (1960)                      | 2012         | heden        |        | CD&V                    |

Voetnoten:
1. ↑  Waarnemend Oorlogsgouverneur

### Provincieraad en deputatie
De provincieraad van West-Vlaanderen wordt elke zes jaar rechtstreeks verkozen. Het dagelijks bestuur is in handen van de deputatie van de provincieraad. Die bestaat uit leden verkozen door de provincieraad en wordt voorgezeten door de gouverneur, die benoemd wordt door de Vlaamse Regering.

#### Legislatuur 2024-2030
De 36 provincieraadsleden, die op 13 oktober 2024 werden verkozen in drie kiesdistricten: Brugge (9), Ieper-Oostende-Diksmuide (11) en Kortrijk-Roeselare-Tielt (16).
De deputatie bestaat uit vier leden, gevormd door een coalitie bestaande uit CD&V, N-VA en Vooruit:
| Naam                     | Partij | Partij  | Functie en bevoegdheden |
| ------------------------ | ------ | ------- | --- |
| Carl Decaluwé            |        | CD&V    | Gouverneur |
| Bart Naeyaert            |        | CD&V    | Gedeputeerde Bestuurlijke organisatie, Plattelandsbeleid, Landbouw en Visserij, Integraal Waterbeleid, Omgevingsvergunningen en Erediensten en niet-confessionele levensbeschouwelijke gemeenschappen |
| Jean-Emmanuel de Bethune |        | CD&V    | Gedeputeerde Economie, Woonbeleid, Ondersteuning Hoger Onderwijs, Externe Relaties en Noord-Zuid-beleid, Algemene Financiering en Budget, Beleidsondersteunende Dataverzameling en Streekontwikkeling |
| Kelly Detavernier        |        | N-VA    | Gedeputeerde Mobiliteit, Onderwijs, Bovenlokale Veiligheidsvoorzieningen en -initiatieven, Erfgoed, Ruimtelijke Ordening, Algemene en Ondersteunende Dienstverlening en Personeel                     |
| Jurgen Vanlerberghe      |        | Vooruit | Gedeputeerde Toerisme en Recreatie, Milieu, Natuur en Landschap, Informatietechnologie en Landinrichting                                                                                              |

#### Legislatuur 2018-2024
Na de hervorming van 2017 telt de provincieraad slechts 36 leden, die op 14 oktober 2018 werden verkozen in drie kiesdistricten: Brugge (9), Ieper-Oostende-Diksmuide (11) en Kortrijk-Roeselare-Tielt (16).
De deputatie bestond uit 4 leden, gevormd door een coalitie bestaande uit CD&V, sp.a/Vooruit en Open Vld:
- Bart Naeyaert (CD&V)
- Jean-Emmanuel de Bethune (CD&V)
- Sabien Lahaye-Battheu (Open Vld)
- Jurgen Vanlerberghe (Vooruit)

#### Legislatuur 2012-2018
De 72 provincieraadsleden werden verkozen bij de provincieraadsverkiezingen van 14 oktober 2012 in zeven kiesdistricten: Brugge (17), Ieper (7), Kortrijk (17), Oostende (9), Veurne-Diksmuide (7), Roeselare (9) en Tielt (6).
De deputatie telde 6 leden en werd gevormd door een coalitie tussen CD&V, sp.a en Open Vld, voorgezeten door de provinciegouverneur, sinds 2012 Carl Decaluwe.
- Guido Decorte (CD&V)
- Franky De Block (sp.a)
- Carl Vereecke (Open Vld)
- Bart Naeyaert (CD&V)
- Jean de Bethune (CD&V)
- Myriam Vanlerberghe (sp.a)

#### Legislatuur 2006-2012
De provincieraad telde 84 leden, verkozen op 8 oktober 2006 in 12 kiesdistricten. De deputatie bestond uit een coalitie van CD&V / N-VA en sp.a.

#### Voorzitter provincieraad
| Voorzitter                          | Ambtstermijn | Ambtstermijn | Partij | Partij            |
| ----------------------------------- | ------------ | ------------ | ------ | ----------------- |
| ...                                 |              |              |        |                   |
| Edmond Van Hee (1841-1913)          | 1898         | 1913         |        | Katholieke Partij |
| René Fraeys                         | 1913         | 1921         |        | Onbekend          |
| Henri Brutsaert (1868-1938)         | 1921         | 1926         |        | Katholieke Unie   |
| Arthur Mayeur (1882-1954)           | 1927         | 1932         |        | Katholieke Unie   |
| Alfred Ronse jr.                    | 1932         | 1962         |        | Onbekend          |
| Jan-Baptist de Gheldere (1912-1980) | 1963         | 1977         |        | CVP               |
| Stefaan Dousy                       | 1977         | 1985         |        | Onbekend          |
| Henri d'Udekem d'Acoz (1933)        | 1985         | 2002         |        | CVP/CD&V          |
| Jean-Emmanuel de Bethune (1959)     | 2002         | 2012         |        | CD&V              |
| Eliane Spincemaille (1960)          | 2012         | 2018         |        | CD&V              |
| Christof Dejaegher (1973)           | 2018         | 2024         |        | CD&V              |
| Wim Aernoudt (1968)                 | 2024         | heden        |        | N-VA              |

## Justitie

### Assisenhof
Per provincie wordt er een assisenhof georganiseerd. Het is een rechtscollege dat belast is met het vonnissen van misdaden, politieke delicten en drukpersdelicten (uitgezonderd diegene in verband met xenofobie en racisme). Een hof van assisen bestaat uit twee afzonderlijke organen, namelijk 'het hof', dat bestaat uit een voorzitter, raadsheer in het Hof van Beroep, en uit twee assessoren (bijzitters), rechters in de rechtbank van eerste aanleg en de jury. Deze volksjury van twaalf gezworenen wordt bij elk proces opnieuw samengesteld. Tegen de uitspraak of het arrest van een assisenhof kan men niet in beroep gaan. Wel kan men in geval van procedurefouten in cassatie gaan bij het Hof van Cassatie. Procureur-generaal is Anita Harrewyn van het gerechtelijk gebied Gent.

### Structuur
| Gebied           | Europese Unie    | België           | België           | België           | België           | Gent           | West-Vlaanderen | West-Vlaanderen             | West-Vlaanderen             | 20                              |                                 |                                 |                                 |
| Sociaal recht    | Hof van Justitie | Hof van Cassatie | Hof van Cassatie | Hof van Cassatie | Hof van Cassatie | Arbeidshof     | Arbeidshof      | Arbeidsrechtbank            | Arbeidsrechtbank            | Arbeidsrechtbank                | Arbeidsrechtbank                | Arbeidsrechtbank                |                                 |
| Handelsrecht     | Hof van Justitie | Hof van Cassatie | Hof van Cassatie | Hof van Cassatie | Hof van Cassatie | Hof van Beroep | Hof van Beroep  | Rechtbank van Koophandel    | Rechtbank van Koophandel    | Vredegerecht                    | Vredegerecht                    | Vredegerecht                    |                                 |
| Burgerlijk recht | Hof van Justitie | Hof van Cassatie | Hof van Cassatie | Hof van Cassatie | Hof van Cassatie | Hof van Beroep | Hof van Beroep  | Rechtbank van eerste aanleg | Rechtbank van eerste aanleg | Vredegerecht / Politierechtbank | Vredegerecht / Politierechtbank | Vredegerecht / Politierechtbank | Vredegerecht / Politierechtbank |
| Strafrecht       | Hof van Justitie | Hof van Cassatie | Hof van Cassatie | Hof van Cassatie | Hof van Cassatie | Hof van Beroep | Assisenhof      | Rechtbank van eerste aanleg | Rechtbank van eerste aanleg | Vredegerecht / Politierechtbank | Vredegerecht / Politierechtbank | Vredegerecht / Politierechtbank | Vredegerecht / Politierechtbank |